# Chris Perrins
Christopher Miles Perrins, LVO SRF  (né le 11 mai 1935) est membre émérite de l'Institut Edward Gray d'ornithologie de terrain à l'Université d'Oxford, membre émérite du Wolfson College, Oxford et gardien des Cygnes depuis 1993,.

## Éducation
Perrins fait ses études à la Charterhouse School et au Queen Mary College où il obtient un baccalauréat ès sciences en zoologie en 1957. Il termine ses études de troisième cycle et ses recherches à l'Université d'Oxford où il obtient un doctorat en philosophie en 1963 pour des recherches sur la taille de la couvée chez les mésanges supervisées par David Lack.

## Recherche et carrière
Les intérêts de recherche de Perrins portent sur la dynamique des populations et la biologie de reproduction des oiseaux, en particulier les mésanges (Paridae)  les cygnes tuberculés , et les oiseaux de mer sur Skomer et Skokholm,,. Il enquête sur le saturnisme animal des cygnes par la grenaille de plomb. Il est reconnu pour ses travaux sur l'écologie des populations aviaires et, en particulier, sur les taux de reproduction. Il apporte un certain nombre de contributions importantes à l'étude à long terme de la mésange charbonnière à Wytham Woods  - une zone de forêt mixte établie en 1947 par le biologiste évolutionniste David Lack - l'une des études les plus célèbres en écologie des populations.
Il est le premier à découvrir que la taille de la couvée aviaire - le nombre d'œufs pondus dans une seule nidification - chez les charbonnières a une héritabilité remarquablement élevée et que la probabilité de survie des jeunes oiseaux peut être attribuée à la nutrition dans le nid. Perrins montre également que les femelles pondent une couvée d'une taille appropriée à leur capacité à se nourrir. Il supervise plusieurs étudiants DPhil réussis à Oxford, dont Matthew Ridley et Tim Birkhead.
Perrins reçoit de nombreux prix pour ses recherches, dont la médaille Godman-Salvin de la British Ornithologists' Union en 1988 et la médaille de la Royal Society for the Protection of Birds (RSPB) en 1992. En 1993, il est nommé premier gardien des cygnes dans la maison royale, jouant un rôle important dans la cérémonie annuelle du soulèvement des cygnes. Il s'agit d'un nouveau poste dans la maison royale du souverain du Royaume-Uni, créé en 1993 .